# Stene
Pour la commune française, voir Steene.
Stene (parfois orthographié Steene) est une section de la ville belge d'Ostende située en Région flamande dans la province de Flandre-Occidentale. C'était une commune à part entière avant la fusion des communes de 1971.

## Démographie

### Évolution démographique
- Sources : INS, Rem. : 1831 jusqu'en 1961 = recensements[2].

## Lieux et monuments
- L'église Sainte-Anne (Sint-Annakerk).

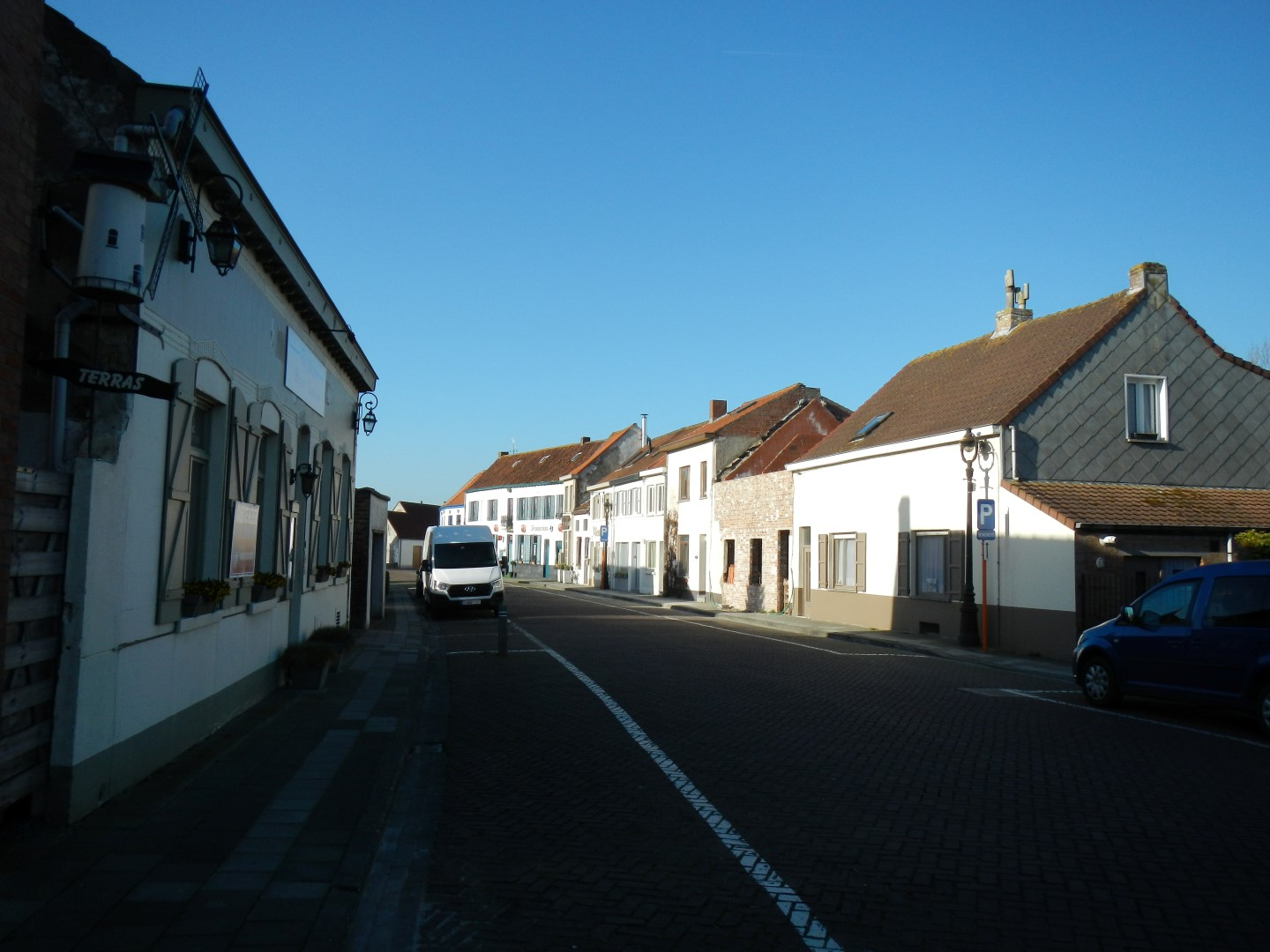
Ostende, Stene, Stenedropstraat 11-35